# Rue Vaubecour
La rue Vaubecour est une rue du quartier d'Ainay située sur la presqu'île dans le 2e arrondissement de Lyon, en France.

## Situation et accès
La rue débute sur la place Antoine-Vollon et se termine sur la place Gensoul. Elle est traversée par les rues Bourgelat, Franklin, de Castries et de Condé. Elle passe devant la voûte et la place d'Ainay, et la rue Jarente commence sur la rue Vaubecour. La circulation est en sens unique en direction du nord avec un stationnement des deux côtés.
La ligne   a trois arrêts dans cette rue.

## Origine du nom
Le nom de la rue vient de François Joseph Henri de Nettancourt-Vaubécourt d'Haussonville, abbé commendataire de l'abbaye d'Ainay et évêque de Montauban. La rue est ouverte en 1728 par ses soins en prenant une partie du terrain des jardins de l'abbaye,.

## Histoire
À l'époque romaine, l'île d'Ainay est peuplée par des marchands de vin et des négociants. Lors de l'ouverture de la rue Vaubecour en 1728, les ouvriers découvrent « quantité de mosaïques » dans les bâtiments qui la bordent et des vestiges d’habitations romaines. 
Au N° 4, une plaque indique que c'était la maison du comte de Fayet de Montjoye, assassiné le 9 décembre 1943 par la milice.
Au N° 15, dans la cour, portail du palais abbatial,.
Au N° 17, la démolition en novembre 1966 de la maison Cateland permet des fouilles archéologiques. À 1,60 m et 2,00 m de profondeur sont découvert cinq fragments de mosaïques romaines, la mosaïque de la flûte de Pan, offerte par l'architecte Jean Cateland au musée archéologique de Lyon.
Au N° 24 bis, maison d'Alexandre Rey (Lyon, 1854 - Lyon, 1921) chevalier de la Légion d’Honneur et imprimeur lyonnais rue Gentil,. 
Au N° 28, domicile de la chimiste Hélène Metzger, où elle est arrêtée le 8 février 1944.
Au N° 32, Gaspard-Félix Guillot ouvre en avril 1891 une clinique dentaire gratuite pour soigner les gens de condition sociale défavorisé. Le dispensaire ferme en 1897 faute de moyens financiers. En 1899, un comité est formé pour créer une école dentaire à Lyon. Elle est ouverte au 32 rue Vaubecour avec Guillot comme président d’honneur et Albéric Pont comme président. 
Au N°34, Charles Maurras se cache à cette adresse en 1944 après avoir quitté la rue Franklin.